# 2012 European Black Album Tour
2012 European Black Album Tour – krótka europejska trasa koncertowa zespołu Metallica, która odbyła się w 2012 roku. Większą część trasy stanowiły występy na rockowych festiwalach.
1. 7 maja 2012 – Praga, Czechy – Synot Tip Aréna
2. 8 maja 2012 – Belgrad, Serbia – Ušće Park
3. 10 maja 2012 – Warszawa, Polska – Sonisphere Festival
4. 12 maja 2012 – Paryż, Francja – Stade de France
5. 13 maja 2012 – Udine, Włochy – Stadio Friuli
6. 23 maja 2012 – Oslo, Norwegia – Valle Hovin
7. 25 maja 2012 – Lizbona, Portugalia – Rock in Rio
8. 26 maja 2012 – Madryt, Hiszpania – Sonisphere Festival
9. 28 maja 2012 – Werchter, Belgia – Festivalpark
10. 30 maja 2012 – Yverdon-les-Bains, Szwajcaria – Sonisphere Festival
11. 1 czerwca 2012 – Nürnberg, Niemcy – Rock Im Park
12. 2 czerwca 2012 – Nürburgring, Niemcy – Rock Am Ring
13. 4 czerwca 2012 – Helsinki, Finlandia – Sonisphere Festival
14. 6 czerwca 2012 – Horsens, Dania – State Prison Open Air
15. 9 czerwca 2012 – Donington Park, Anglia – Download Festival
16. 10 czerwca 2012 – Nickelsdorf, Austria – Nova Rock Festival

## Muzycy
- James Hetfield – wokal prowadzący, gitara rytmiczna
- Kirk Hammett – gitara prowadząca
- Robert Trujillo – gitara basowa, chórki
- Lars Ulrich – perkusja

## Artyści supportujący Metallikę
- Gojira (Praga, Belgrad, Paryż, Udine, Oslo, Werchter, Horsens, Warszawa)
- Machine Head (Praga, Belgrad, Udine, Warszawa)
- The Kills (Paryż)
- Soundgarden (Werchter)
- Channel Zero (Werchter)
- Mastodon (Werchter, Horsens)
- Ghost (Werchter)